# Централ Партнершип
Централ Партнершип (ЦПШ) — російська кінокомпанія, заснована в 1996 р. Займається дистрибуцією і виробництвом теле- і кінофільмів. До її складу входять студія «Централ Партнершип», дистриб'ютор кіно- і телеправ «Централ Партнершип Sales House».

## Історія
Кінокомпанія «Централ Партнершип» заснована в 1996 р. До 2000 р.компанія займалася телевізійною дистрибуцією. Поступово додалися нові напрями: кінопрокат, відео- і DVD-дистрибуція.
Зараз «Централ Партнершип» — найбільший в Росії теле- і кінодистриб'ютор. З 2009 р. діє ексклюзивна угода на прокат фільмів кінокомпанії Paramount Pictures на території Росії. У 2012 р. таку угоду укладено зі студією Summit Entertainment.
«Централ Партнершип» — лідер в галузі кіновиробництва. 
У листопаді 2005 р. контрольний пакет акцій «Централ Партнершип» придбав холдинг «Профмедіа», один з найбільших в Росії на ринку розважальних медіа. Холдинг «Профмедіа» входить в інвестиційну компанію «Інтеррос».
У 2007 р. «Централ Партнершип», уже будучи великим російським правовласником, прийняла стратегічне рішення зосередитися на формуванні бібліотеки. Сьогодні компанія володіє правами більш ніж на 1400 фільмів і 4000 годин серіальної продукції. При цьому «Централ Партнершип» дотримується політики жанрового розмаїття, в її бібліотеці — широкий вибір російських кінокартин і продукція найбільших європейських і американських студій.
У 2011 р. кінокомпанія «Централ Партнершип» першою з російських дистриб'юторів почала передавати копії фільмів у кінотеатри через інтернет.
За підсумками 2010 і 2011 років кінокомпанія «Централ Партнершип» є лідером російського кінопрокату. У 2012 р. збори всіх фільмів, випущених в прокат компанією, перевищили 1 млрд доларів. Третина з них — збори російських кінофільмів.

## Керівництво
- Олена Верман — тимчасово виконуюча обов'язки президента
- Микита Тринкін — виконавчий віце-президент

## Фільми
- 2013 —  22 хвилини
- 2013  —  Темний світ: Рівновага
- 2012  —  Уланська балада
- 2012  — Небесний суд
- 2011 — 2 дні
- 2011  —  Рейс 516
- 2011  —  Бій з тінню 3D: Останній раунд
- 2010  —  Брестська фортеця
- 2010  —  Темний світ
- 2010  —  Наша Russia
- 2008  — Стрітрейсери
- 2007  —  Бій з тінню 2: Реванш
- 2007  —  Параграф 78
- 2006  —  Вовкодав з роду Сірих Псів
- 2006  —  Заєць над безоднею
- 2006  —  Невірність
- 2006  —  Ніхто не знає про секс
- 2006  —  Патруль
- 2006  —  Печорін. Герой нашого часу
- 2006  —  Останній бронепоїзд
- 2006  —  Снігова королева
- 2006  —  Точка
- 2006  —  Час пік
- 2005  —  Бій з тінню
- 2005  —  Здрастуйте, ми — ваш дах!
- 2005  —  Втеча
- 2004  — 32 грудня
- 2004  —  Дедлайн
- 2004  —  Марс
- 2004  —  Людина, яка мовчав
- 2003  —  Бульварний палітурка
- 2003  —  Шик
- 2003  —  Тріо

## Фінансовий стан
- У 2001 р. виручка склала $ 970 787
- 2002 — $2 991 956
- 2003 — $9 733 097
- 2004 —$25 млн
- 2005 — $70 млн
- 2006 — $100 млн
- 2007 — $156 млн
- 2008 — $81,3 млн
- 2009 — $111,3 млн
- 2010 — $280,7 млн
- 2011 — $297,2 млн